# Cessna 310
Cessna 310 — лёгкий двухмоторный моноплан, который производился компанией Cessna с 1954 по 1980 год. Это был первый двухмоторный самолёт компании Cessna, запущенный после Второй мировой войны.

## Лётно-технические характеристики
- Экипаж: 1

- Вместимость: 4 пассажира

- Длина: 8,23 м

- Размах крыла: 10,67 м

- Высота: 3,20 м

- Масса (пустой): 1 293 кг

- Силовая установка: 2 горизонтально расположенных поршневых двигателя Continental O-470-B — 2, 180 кВт каждый

- Максимальная скорость: 350 км/ч

- Крейсерская скорость: 330 км/ч

- Дальность полёта: 1 609 км

- Практический потолок: 6 096 м

- Скороподъемность: 8,6 м/с

## Происшествия
- 28 октября 1959 года, самолёт Cessna 310, перевозя кубинского революционера Камило Сьенфуэгоса, исчез над Атлантическим океаном во время ночного рейса из Камагуэя в Гавану. Ни самолёта, ни тел найдено не было[1].
- 26 ноября 1962 года, самолёт Saab Scandia 90A-1 бразильской авиакомпании VASP, летевший из Сан-Паулу в Рио-де-Жанейро (Сантос-Дюмон), столкнулся в районе Муниципалитета Paraibuna штата Сан-Паулу с частным Cessna 310 PT-BRQ, направляющимся из Рио-де-Жанейро (Сантос-Дюмон) в Сан Паулу (Кампу-ди-Марти). Они летели на одной авиалинии в противоположных направлениях и не смогли установить визуальный контакт. Погибло 23 пассажира Сааба и 4 — «Сессны»[2].
- 19 июля 1967 года, Boeing 727, летевший рейсом 22 авиакомпании Piedmont Airlines, столкнулся с Cessna 310 над Хендерсонвиллом (Северная Каролина). Погибли 82 человека: 79 на борту «Боинга» и 3 на борту «Цессны».